# Universum Film
La Universum Film è un'azienda facente parte dell'RTL Group e che acquisisce i diritti sui lungometraggi e sulle serie del mercato nazionale e internazionale per poi pubblicarli in home video. È la principale fornitrice di distribuzione indipendente nel mondo germanico e offre anche la valutazione di licenza per partner esterni nei settori DVD / Blu-ray e digitale.

## Storia
La Universum Film GmbH è stata fondata nel 1979, iniziando con la valutazione delle licenze di film su videocassette. Nel 1987, è stata ribattezzata BMG Video / Universum Film GmbH e nel 1993 è stata affiliata alla BMG. Nel 1998, BMG Video è stata venduta a RTL Group, che tuttora la controlla. Mentre la responsabilità aziendale spetta a RTL Group dal 2000, nel 2001 essa è stata trasferita alla RTL Television. L'amministratore delegato è Bernhard zu Castell. La Universum Film è entrata in marketing nel 2002 e ha coprodotto nel 2005.

## Universum Anime
La sotto etichetta Universum Anime acquisisce i diritti sulle serie e lungometraggi anime e li distribuisce al cinema o in home video su DVD, Blu-ray Disc e streaming. Inoltre, alcuni anime vengono editi assieme all'ADV Films.

### Filmografia parziale
Al 2019 ha prodotto 158 film tra cui:
- 009 Re:Cyborg
- Afro Samurai
- Angel Beats!
- Appleseed
- Appleseed XIII
- Arrietty - Il mondo segreto sotto il pavimento
- Berserk - L'epoca d'oro I
- Berserk - L'epoca d'oro II
- Berserk - L'epoca d'oro III
- Canaan
- Capitan Harlock
- Card Captor Sakura
- Il castello errante di Howl
- La città incantata
- La collina dei papaveri
- La ricompensa del gatto
- Mai Mai Shinko to Sennen no Mahō
- Laputa - Castello nel cielo
- Devil May Cry
- Panda! Go, Panda!
- I racconti di Terramare
- La storia della Principessa Splendente
- Dragon Ball Z: La battaglia degli dei
- Eden of the East the Movie I: The King of Eden
- Higashi no Eden
- Evangelion: 1.0 You Are (Not) Alone
- Evangelion: 2.0 You Can (Not) Advance
- Evangelion: 3.0 You Can (Not) Redo
- Si sente il mare
- Ghost in the Shell 2 - Innocence
- Guardian of the Spirit
- In this Corner of the World
- Kiki - Consegne a domicilio
- Maquia: When the Promised Flower Blooms
- Mardock Scramble – The First Compression
- Mardock Scramble – The Second Combustion
- Mardock Scramble – The Third Exhaust
- Il mio vicino Totoro
- I miei vicini Yamada
- Millennium Actress
- Naruto the Movie: La primavera nel Paese della Neve
- Nausicaä della Valle del vento
- Origine
- Pokémon: Jirachi Wish Maker
- Pokémon: Destiny Deoxys
- Pom Poko
- Ponyo sulla scogliera
- Porco Rosso
- Pretty Cure
- Princess Mononoke
- Puella Magi Madoka Magica
- Rock 'n' Roll Kids
- I sospiri del mio cuore
- Terror in Tokio
- The Sky Crawlers - I cavalieri del cielo
- Tokyo Magnitude 8.0
- Pioggia di ricordi
- Welcome to the Space Show
- Your Name.